# Église Notre-Dame-de-Giummare de Mazara del Vallo
L'église Notre-Dame-de-Giummare, également appelée Notre-Dame-du-Haut (en italien : Madonna dell'Alto), est une église de style byzantino-normand située à Mazara del Vallo, dans la province de Trapani, en Sicile.

## Historique

### Fondation
La datation de la construction à partir du style architectural est complexe, mais l'abbaye est attribuée à la volonté de Judith d'Évreux, femme du comte Roger Ier de Sicile, à l'époque de la conquête de Mazara par les Normands, ou plus souvent à celle de Judith de Hauteville, fille du comte au début du XIIe siècle,,.
Elle aurait été élevée à la place d'une tour d’observation dite « de Giummare », d'après le nom local du palmier nain - appelé « giummara » - qui pousse de façon sauvage dans la région.

### À l'origine une abbaye
Cette église est issue d'une abbaye de rite grec, qui suit la Règle de saint Basile et est intégrée en 1154 à l'Archimandritat de Saint-Sauveur de Messine. L'abbaye rejoint l'ordre bénédictin et devient une dépendance du monastère de Gangivecchio[Quand ?]. Placée sous le régime de la commende, elle a parmi ses abbés Giovanni Salviati et Ottavio Pacato Pantagato[Quand ?]. De 1567 à 1789, elle appartient à l'ordre de Saint-Jean de Jérusalem.

### Architecture
Bâtie selon un plan à nef à vaisseau unique typique des églises basiliennes et coiffée par trois voûtes en berceau, elle conserve malgré les transformations subies au cours des siècles, des caractéristiques originales telles que la façade, qui dispose d’un porche sur le mur gauche de laquelle se trouvent deux arcs en ogive ainsi qu’un portail du XIVe siècle.

### Décorations
On a trouvé dans l'église des traces de fresques byzantines représentant saint Basile et saint Jean Chrysostome dans deux niches latérales. Une statue de marbre de la Vierge et l'Enfant, due à Giacomo Castagnola en 1575, se trouve sur l’autel principal.